# Muchachos bañándose en la laguna de Maracaibo
Muchachos bañándose en la laguna de Maracaibo (lit.  "Meninos banhando-se na lagoa de Maracaibo") é um curta-metragem venezuelano, sendo a segunda produção audiovisual produzida no país, após Un célebre especialista sacando muelas en el gran Hotel Europa. Sua estreia decorreu no El Teatro Baralt em Maracaibo no dia 28 de janeiro de 1897.
O filme apresenta um grupo de crianças se divertindo no Lago de Maracaibo. Não se sabe muito acerca sobre sua produção e estudiosos questionam a identidade do diretor. Enquanto há mais informações disponíveis sobre o trabalho em comparação com Un célebre especialista..., existem mais discussões entorno deste último.

## Conteúdo
O filme apresenta um grupo de jovens "banhando-se" no Lago de Maracaibo, onde é visto o "Baralt Plaza, o principal mercado e, em geral, a zona central da cidade".:42 O crítico Jesús Ricardo Azuaga García descreveu que a obra era estilisticamente semelhante aos filmes de Auguste e Louis Lumière, comparando-o com um cartão postal.:29 Posteriormente, notou que a emotividade francesa é imprevisível no cinema venezuelano, listando três instâncias.:37 Não há registros salvos de cópias do curta-metragem, contudo houve duas restaurações parciais. A primeira é uma refilmagem de algumas crianças mergulhando no lago, incluída no terceiro e no quarto discos da coleção de DVDs da Biblioteca Nacional do cinema venezuelano.:66, 91-2 Em comemoração aos 120 anos da estreia do filme, a Asociación Venezolana de Exhibidores de Películas (AVEP) realizou uma exibição da obra restaurada junto a Un célebre especialista sacando muelas en el gran Hotel Europa. A partir de fotografias restauradas e coloridas à mão do Arquivo Fotográfico Zulia, foi possível uma recriação mais similar da obra original, sendo os responsáveis Emiliano Faría e Abdel Güerere.

## Exibições

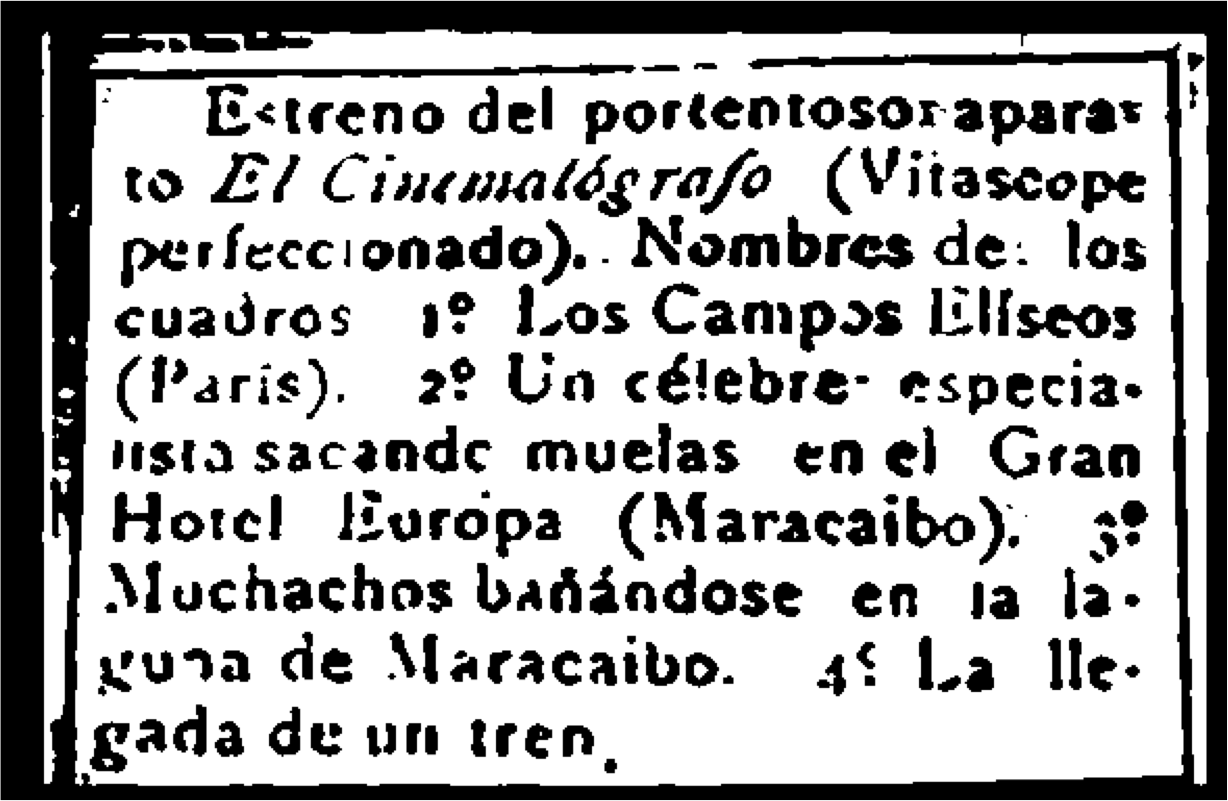
Anúncio sobre a exibição do filme em um jornal.

Após seis meses da chegada do Vitascópio na Venezuela, os primeiros filmes nacionais exibidos no país foram Un célebre especialista sacando muelas en el gran Hotel Europa e Muchachos bañándose en la laguna de Maracaibo, a exatas 19 horas do dia 28 de janeiro de 1897.:9 A estreia ocorreu no El Teatro Baralt em Maracaibo, onde também foram exibidos curtas-metragens estadunidenses.:xxxi No mesmo dia, ainda foram apresentadas duas produções da França; uma representação de uma corrida no Champs-Élysées e L'Arrivée d'un train en gare de La Ciotat, dos irmãos Lumière.:2 Un célebre especialista sacando muelas en el gran Hotel Europa apresenta um dentista fazendo uma extração dentária em um hotel. De acordo com o historiador e analista cinematográfico venezuelano Rodolfo Izaguirre, além dos filmes nacionais e franceses, algumas películas de Thomas Edison também foram exibidas.:752 Em sequência houve a apresentação da ópera La favorita, de Gaetano Donizetti.:107–120:29
A exibição não teria sido bem sucedida, segundo sugerem relatórios da época. A recepção do público por parte das imagens em movimento foi "curiosa", mas indiferente aos filmes.:13 Em uma resenha contemporânea, o jornal El Cronista afirmou que a mostra não foi bem organizada, destacando que a iluminação do teatro estava forte, dificultando a visualização das imagens. Entretanto, o periódico ressalta que o curta-metragem "das crianças tomando banho no lago" foi ovacionado.:28

## Produção e identidade do diretor
Especialistas afirmam amplamente que o filme foi dirigido por Manuel Trujillo Durán, mesmo após ser divulgado que ele não foi o responsável pela introdução do Vitascópio na Venezuela.:47
Durante anos, diversas fontes insinuaram que foi Trujillo, com ou sem seu irmão Guillermo, com quem trabalhava.:242:22:14 Cinéfilos venezuelanos também sugerem que Trujillo seja o diretor, enquanto que comentários contrários afirmam que ele não tinha uma câmera cinematográfica e estaria no estado de Táchira na época.:54 Entretanto, Trujillo tinha contato com empresas de câmeras estadunidenses, o que reforça a hipótese de que ele seja o diretor.:337 Rodolfo Izaguirre, renomeado crítico, diz que o curta-metragem é "possivelmente" dirigido por Trujillo,:752 assim como é atribuído-lhe o título de pioneiro do cinema venezuelano.:337
Em uma entrevista televisionada, Alexis Fernández expôs que não há nada concreto sobre a identidade do diretor. Um artigo do jornal Últimas Noticias sobre o cinema nacional garantiu que Trujillo não apenas fez produziu o filme, como também foi responsável por organizar o El Teatro Baralt para sua exibição. Contrariamente, Veyre é apontado como realizador por Jesús Ángel Semprún Parra e Luis Guillermo Hernández. No mês de janeiro de 1897, Maracaibo viajou à Colômbia para a exibição de películas. Ao mesmo tempo, Veyre e C.F. Bernard foram à Venezuela como parte de uma divulgação cinematográfica pela América Latina e o Caribe.:528

## Crítica contemporânea
O crítico Azuaga García enquadra o filme em duas categorias principais de sua época, afirmando que essas produções tinham como foco o turismo e o governo. Muchachos bañandose... também é responsável por influenciar filmes de Julio Soto, como Tomas del Lago e Revista de Maracaibo — ambos da década de 1910.:35
Michelle Leigh Farrell questiona a influência da indústria cinematográfica venezuelana — que foi pioneira na década de 1890 — por não ter tido o mesmo número de produções de outros países sul-americanos ao longo do século XX. Segundo ela, a indústria foi direcionada para a autopromoção do governo, prejudicando a produção.:21 Por outro lado, Michael Chanan notou que foi típico dos mercados latino-americanos diminuírem o desenvolvimento de películas após o pioneirismo, sugerindo ainda que muitas obras estejam perdidas ou esquecidas.:427-435 Elisa Martínez de Badra expressou que Muchachos bañándose e Un célebre especialista não são comparáveis com outras obras de 1896, descritas por ela como "espetáculos cinematográficos".:67